# L’Hôpital (Mozela)
L’Hôpital – miejscowość i gmina we Francji, w regionie Grand Est, w departamencie Mozela.
Według danych na rok 1990 gminę zamieszkiwało 6385 osób, a gęstość zaludnienia wynosiła 1600 osób/km² (wśród 2335 gmin Lotaryngii Hôpital plasuje się na 67. miejscu pod względem liczby ludności, natomiast pod względem powierzchni na miejscu 1096.).